# 康涅狄格州第五國會選區
康涅狄格州第五國會選區是美国康乃狄克州的國會選區之一，現任眾議員為民主黨的賈哈娜·海耶斯。